# Papiliorama
Papiliorama is een natuurpark in Kerzers in kanton Fribourg in Zwitserland. Het is een van de belangrijkste attracties in het Merengebied van Zwitserland. De belangrijkste bezienswaardigheid zijn vlinders. De naam komt van Papilio, een geslacht van vlinders.
De doelstelling van Papiliorama is de bezoekers te laten kennismaken met het tropisch regenwoud en daarmee een bijdrage aan het behoud daarvan te leveren.
Papiliorama is opgericht door de Nederlander Maarten Bijleveld van Lexmond. Hij was een van de medeoprichters van het Wereld Natuur Fonds in Nederland. Daarna zette hij zich in voor het internationale WNF in Gland. Na het openen van Papiliorama in Marin in 1988, stichtte hij ook nog een natuurreservaat Shipstern in Belize en nationaal park en zeereservaat Bacalar Chico. Voor zijn werk heeft hij van Prins Bernhard de Orde van de Gouden Ark gekregen.
Papiliorama bestaat uit:
- Papiliorama. Een tropische wereld in een grote ronde kas, waar tropische vlinders met vogels en vleermuizen in een natuurlijke tropische omgeving leven en zich vrij kunnen bewegen.
- Nocturama. In deze hal wordt de tijd 12 uur verschoven. Dit houdt in dat overdag nachtelijk actieve dieren kunnen worden gezien. Deze hal is daarom schaars belicht.
- Jungle Trek
- Polydome. Een hal voor wisselende tentoonstellingen (nog niet gerealiseerd).
- Zwitserse vlindertuin. Een met netten overdekt terrein waar vlinders, die in Zwitserland in de natuur voorkomen, worden gekweekt en vrij rondvliegen.
- Een kleine dierentuin, waar kinderen in contact kunnen komen met dieren, als konijnen, ezels, enzovoort.

In Zwitserland worden 13 soorten vlinders met uitsterven bedreigd. Papiliorama heeft zich ook ten doel gesteld om de natuurlijke omgeving voor vlinders weer gedeeltelijk te herstellen om daarmee het behoud van vlinders (en vele andere diersoorten) zeker te stellen. Papiliorama is aangesloten bij Hortus Botanicus Helveticus, een vereniging van botanische tuinen en plantencollecties in Zwitserland. Tevens is Papiliorama aangesloten bij de International Association of Butterfly Exhibitors and Suppliers (IABES), een organisatie die zich richt op de internationale promotie van vlindertuinen.

## Fokprogramma's
Het park neemt deel aan meerdere internationale fokprogramma's en coördineert en beheert het EEP-stamboek voor de Aotus griseimembra en het ESB-stamboek voor het grijpstaartstekelvarken.